# Marge la brute
Marge la brute est un épisode de la série télévisée d'animation Les Simpson. Il s'agit du dix-neuvième épisode de la trente-troisième saison et du 726e de la série.

## Synopsis
Marge est calomniée en public par une ancienne directrice de collège, elle révèle à sa famille qu'elle était secrètement une farceuse pendant ses années de collège. Pendant ce temps, Homer cherche à trouver un terrain d'entente avec Lisa.

## Réception
Lors de sa première diffusion, l'épisode a attiré 0,85 million de téléspectateurs.